# Малёванка (ландшафтный парк)
«Малёванка» (укр. Мальованка) — региональный ландшафтный парк, созданный в 1999 году. В 2004 году решением Хмельницкого областного совета территория парка была увеличена и составляет 16919,4 га (в том числе заповедной зоны — 3160,4 га или 18,7%). Земли парка расположены в Шепетовском и Полонском районах Хмельницкой области.
Региональный ландшафтный парк «Малёванка» общей площадью 7560 га создан по инициативе сотрудников Межведомственной комплексной лаборатории научных основ заповедного дела Национальной Академии Наук Украины и Министерства экологических ресурсов Украины с целью сохранения уникальных типов и форм рельефа, редчайших и исчезающих видов растений и животных, занесённых в Красную книгу Украины.
Преобладает относительно не изменённый естественный ландшафт. Преобладает равнинный рельеф с песками на неглубоко залегающих кристаллических породах. Свыше 60% площади парка покрыты лесами — сосновыми, дубовыми. По территории парка протекают малые реки Дружеская и Лизне. На территории парка имеются пять озёр. Уникальными экологическими группировками являются болота при участии сфагновых мхов, пушицы. В парке выявлено 14 видов растений, занесённых в Красную книгу Украины.
На территории парка сохранились редкие и занесённые в Красную книгу Украины виды животных, в частности здесь зарегистрировано 11 видов насекомых: Прозерпина, подалирий, жук-олень и другие, 10 видов птиц: орёл-карлик, аист черный, сорокопут серый и другие, 5 видов млекопитающих: выдра речная, горностай, барсук.